# Матьюс (хребет)
Матьюс (Меттьюс, Ол-Доиньо-Ленкийо, Оль-Донийо-Лозоз, англ. Matthews Range, Mathews Range, Ol Doinyo Lenkiyio) — горный хребет в Кении. Высота до 2688 метров над уровнем моря. Хребет вытянут в меридианном направлении. Длина хребта 150 километров, ширина — 40 километров. С севера хребет ограничивает ущелье пересыхающей реки Милгис (Милджис, Milgis River), с юга — долина реки Эвасо-Нгиро.
Высочайшая вершина — Уарагуэсс (Warges, 2688 м). Вершины: Матьюс (Mathews Peak, 2375 м), Иль-Бисион (Ilpisyon, 1734 м), Ломолок (Lomolok, 1472 м).